# Saint-Michel-de-la-Roë
Saint-Michel-de-la-Roë és un municipi francès situat al departament de Mayenne i a la regió de País del Loira. L'any 2007 tenia 245 habitants.

## Demografia

### Població
El 2007 la població de fet de Saint-Michel-de-la-Roë era de 245 persones. Hi havia 87 famílies de les quals 18 eren unipersonals (9 homes vivint sols i 9 dones vivint soles), 30 parelles sense fills i 39 parelles amb fills.
La població ha evolucionat segons el següent gràfic:
Habitants censats

### Habitatges
El 2007 hi havia 121 habitatges, 87 eren l'habitatge principal de la família, 21 eren segones residències i 14 estaven desocupats. 120 eren cases i 1 era un apartament. Dels 87 habitatges principals, 73 estaven ocupats pels seus propietaris i 14 estaven llogats i ocupats pels llogaters; 6 tenien dues cambres, 11 en tenien tres, 28 en tenien quatre i 42 en tenien cinc o més. 68 habitatges disposaven pel capbaix d'una plaça de pàrquing. A 40 habitatges hi havia un automòbil i a 43 n'hi havia dos o més.

### Piràmide de població
La piràmide de població per edats i sexe el 2009 era:
| Homes | Edats   | Dones |
| ----- | ------- | ----- |
| 0     | 95 o +  | 0     |
| 0     | 90 a 94 | 0     |
| 0     | 85 a 89 | 0     |
| 0     | 80 a 84 | 0     |
| 0     | 75 a 79 | 0     |
| 4     | 70 a 74 | 8     |
| 8     | 65 a 69 | 4     |
| 12    | 60 a 64 | 16    |
| 8     | 55 a 59 | 4     |
| 8     | 50 a 54 | 8     |
| 4     | 45 a 49 | 12    |
| 16    | 40 a 44 | 16    |
| 4     | 35 a 39 | 8     |
| 0     | 30 a 34 | 0     |
| 8     | 25 a 29 | 0     |
| 4     | 20 a 24 | 4     |
| 16    | 15 a 19 | 12    |
| 8     | 10 a 14 | 4     |
| 0     | 5 a 9   | 0     |
| 0     | 0 a 4   | 8     |

## Economia
El 2007 la població en edat de treballar era de 154 persones, 110 eren actives i 44 eren inactives. De les 110 persones actives 102 estaven ocupades (57 homes i 45 dones) i 8 estaven aturades (4 homes i 4 dones). De les 44 persones inactives 18 estaven jubilades, 15 estaven estudiant i 11 estaven classificades com a «altres inactius».

### Ingressos
El 2009 a Saint-Michel-de-la-Roë hi havia 88 unitats fiscals que integraven 237 persones, la mediana anual d'ingressos fiscals per persona era de 13.856 €.

### Activitats econòmiques
Dels 7 establiments que hi havia el 2007, 1 era d'una empresa de fabricació d'altres productes industrials, 1 d'una empresa de construcció, 2 d'empreses de comerç i reparació d'automòbils, 2 d'empreses immobiliàries i 1 d'una empresa de serveis.
L'únic servei als particulars que hi havia el 2009 era un taller de reparació d'automòbils i de material agrícola.
L'any 2000 a Saint-Michel-de-la-Roë hi havia 35 explotacions agrícoles que ocupaven un total de 1.176 hectàrees.

## Equipaments sanitaris i escolars
El 2009 hi havia una escola elemental integrada dins d'un grup escolar amb les comunes properes formant una escola dispersa.

## Poblacions més properes
El següent diagrama mostra les poblacions més properes.